# Fernando de Toledo Oropesa
Fernando de Toledo Oropesa (Spagna, 1520 – Oropesa, 1590) è stato un cardinale spagnolo.

## Biografia
Nacque in Spagna nel 1520.
Fu nominato cardinale da papa Gregorio XIII nel concistoro del 21 febbraio 1578, ma, non sentendosi degno, comunicò la sua rinuncia al cardinalato il 5 maggio successivo attraverso monsignor Filippo Sega, nunzio apostolico in Spagna e futuro cardinale. A malincuore il pontefice accettò le sue dimissioni il 4 luglio.
Morì nel 1590 ad Oropesa.